# Begonia elisabethae
Espèce
Begonia elisabethae est une espèce de plantes de la famille des Begoniaceae.
L'espèce fait partie de la section Parvibegonia.
Elle a été décrite en 2005 par Ruth Kiew (1946-…).

## Répartition géographique
Cette espèce est originaire des pays suivants : Malaisie ; Thaïlande.